# جفرسون (شهرستان ورنون، ویسکانسین)
جفرسون (به انگلیسی: Jefferson) یک منطقهٔ مسکونی در ایالات متحده آمریکا است که در شهرستان ورنن، ویسکانسین واقع شده‌است. جفرسون ۱۲۱٫۸ کیلومتر مربع مساحت و ۹۷۴ نفر جمعیت دارد و ۳۷۹ متر بالاتر از سطح دریا واقع شده‌است.